# Syldave
Le syldave est une langue imaginaire, d'inspiration germanique, créée par Hergé, et supposée être la langue officielle du royaume de Syldavie, une monarchie située quelque part dans les Balkans. Ce pays imaginaire a joué un rôle majeur dans plusieurs albums de Tintin. Hergé a modelé cette langue sur le modèle du brusseleir, patois de Bruxelles, et incorpore également des influences du wallon et du français, tout en gardant une apparence slave dans son orthographe. Cette langue a en particulier été étudiée par Mark Rosenfelder.

## Caractéristiques
D'après la présentation faite dans les albums de Tintin, le syldave a une ressemblance superficielle avec les langues slaves, du fait de son orthographe. À la manière du serbe, il utilise à la fois les caractères cyrilliques et latins, le plus souvent en cyrillique. Bien que la langue s'écrive en alphabet cyrillique, elle possède beaucoup plus de points communs avec les langues germaniques qu'avec les langues slaves, car elle s'inspire en grande partie du Brusseleer, comme c'est le cas de nombreuses langues inventées par Hergé.
Le syldave est présent principalement dans les albums Le Sceptre d'Ottokar, ainsi que dans Objectif Lune et L'Affaire Tournesol. Le syldave écrit dans la première version du Sceptre d'Ottokar édité en 1939 diffère de la version parue en 1947.

## Au cinéma
Dans le film Dieu seul me voit (Versailles-Chantiers), version interminable, épisode 5, Bruno Podalydès et Jeanne Balibar dînent dans un restaurant syldave.

## Phonologie

### Voyelles
Outre les diacritiques présentées dans le tableau ci-dessous, le syldave utilise aussi des accents graves et aigus, servant peut-être à marquer les accents toniques.
A gauche l'alphabet romain, tel qu'il apparaît dans les phylactères, et sa transcription cyrillique à droite.
|               | Antérieures | Antérieures | Postérieures |
| non arrondies | arrondies   |             | Postérieures |
| ------------- | ----------- | ----------- | ------------ |
| Fermées       | i ‹ i,и ›   | y ‹ ü,ы ›   | u ‹ u,у ›    |
| Pré-fermées   | ɪ ‹ y,й ›   |             | ʊ ‹ û,ў ›    |
| Mi-fermées    | e ‹ e,е ›   | ø ‹ ö,ё ›   | o ‹ o,о ›    |
| Mi-Ouvertes   | æ~ɛ ‹ ä,я › |             | ɔ ‹ ô,о ›    |
| Pré-ouvertes  | æ~ɛ ‹ ä,я › |             |              |
| Ouvertes      | a ‹ a,а ›   |             |              |

Outre ces lettres, le syldave possède des digrammes de valeur incertaine:
- ‹ â › - incertain, peut-être /æ/
- ‹ ï › - incertain. Le tréma peut indiquer une prononciation syllabique du i plutôt que j ou pour éviter que le digramme ai soit lu à la française /ɛː/.
- ‹ oe › - ø
- ‹ ou › - /ou/
- ‹ eu › - incertain: peut-être pour œ ou ø, peut-être la diphtongue /eu/ ou /ɛu/. Il ne se rencontre que dans le mot teuïh ("porte").
- ‹ ei › - /ei/

### Consonnes
alphabet romain à gauche, alphabet cyrillique à droite. (les lettres dont la transcription cyrillique n'est pas attestée sont marquées d'une *asterisque).
|            | Bilabiales          | labio-dentales      | Alveolaires                | Post-alveolaires         | Palatales  | Velaires               | Glottales |
| ---------- | ------------------- | ------------------- | -------------------------- | ------------------------ | ---------- | ---------------------- | --------- |
| Nasales    | m ‹ m,м ›           |                     | n ‹ n,н ›                  |                          |            |                        |           |
| Occlusives | p ‹ p,п › b ‹ b,б › |                     | t ‹ t,т › d ‹ d,д ›        |                          |            | k ‹ k,к › ɡ ‹ g,г ›    |           |
| Fricatives | β ‹ v,ю ›           | f ‹ f,ф › v ‹ w,в › | s ‹ s,с › z ‹ z,з ›        | ʃ ‹ sz,сз › ʒ ‹ zs,*зс › |            | x ‹ kh,х › ɣ ‹ gh,гз › | h ‹ h,щ › |
| Affriquée  |                     |                     | t͡s ‹ tz,тз › d͡z ‹ dz,*дз › | t͡ʃ ‹ cz,ч › d͡ʒ ‹ dj,дч › |            |                        |           |
| Roulées    |                     |                     | r ‹ r,р › r̝ ‹ rz,рз ›      |                          |            |                        |           |
| spirantes  |                     |                     | l ‹ l,л ›                  |                          | j ‹ j,*й › |                        |           |

Note : comme en tchèque, la lettre ‹ r › peut être syllabique, comme dans les noms  Staszrvitch et Dbrnouk.
On remarque encore d'autres digrammes et trigrammes, comme ‹ tch ›t͡ʃ dans les noms propres (l'équivalent syldave de la désinence balkanique -ić), ainsi que ‹ chz › (peut-être une écriture alternative pour ‹ cz › t͡ʃ), et ‹ th › t.
La translittération en cyrillique du syldave diverge fortement de l'usage du cyrillique dans les autres langues d'Europe de l'est[réf. nécessaire]. On note ainsi la reproduction telle quelle de digrammes de l'alphabet latin (le son /ʃ/ écrit "сз" au lieu de "ш"), et l'usage incongru de certaines lettres (щ, ю). Comme le montre le manuscrit médiéval présenté dans Le Sceptre d'Ottokar, le syldave s'écrivait anciennement en alphabet latin, avant de passer au cyrillique, tout en conservant les conventions orthographiques de l'alphabet latin.

## Lexique
La grammaire et le vocabulaire s'inspirent clairement du néerlandais, plus précisément du Brusseleer, comme c'est le cas de nombreuses langues inventées par Hergé. La langue syldave incorpore également des éléments de wallon, comme la monnaie du pays (le khor), dont le nom vient du wallon côrs signifiant argent, ou encore le verbe regarder : un paysan s'adressant à son compagnon s'exclame « zralùk », « regarde », terme proche du wallon rélouke. Certains autres mots sont basés sur de l'argot français commun. Ainsi, "klebcz" est construit d'après l'argot parisien français clebs, signifiant "chien". De même, les termes pir (père), zsálu (salut) ou karrö (carreau) sont des emprunts au français.
Afin de donner un aspect davantage slave à la langue, Hergé utilise des terminaisons telles que les suffixes -sz, -cz, -itsch ou -ow.
Les Syldaves se prénomment parfois avec des prénoms d'origine slave (par exemple Wladimir). Les noms des villes sont également calquées sur les villes d'Europe de l'Est, afin de leur donner une consonance slave : Klow, possiblement inspirée des villes de Cracovie (Kraków) ou Lviv (Lwów) en polonais, Tesznik, Sbrodj, Istow, Dbrnouk (peut-être inspirée de Dubrovnik en Croatie), Zlip.
Tintin peut déguster un szlaszeck, dont le nom semble être un emprunt au polonais : le szaszlyk est le terme polonais pour le shish kébab, lui-même issu du turc.

## Grammaire

### Pluriels
- Les mots du lexique d'origine se mettent au pluriel avec -en: Verkhwen - "travaux"  [cf. all. Werken]  (Objectif Lune, p. 3)
- Les mots d'emprunt se mettent au pluriel avec -es: zigarettes - "cigarettes" (L'Affaire Tournesol, p. 15)

### Articles définis
Au contraire du brusseleer, mais à la façon de l'allemand (comme démontré dans le tableau en italique), les articles définis ont une déclinaison.
|           | Masculin /Féminin | Neutre     | Pluriel    |
| --------- | ----------------- | ---------- | ---------- |
| Nominatif | *dze der/die      | dascz das  | *dzoe die  |
| Accusatif | dzem den/die      | dascz das  | dzoe die   |
| Datif     | dze dem/der       | dza dem    | *dzem den  |
| Génitif   | *doscz des/der    | *doscz des | *doscz der |

### Articles indéfinis
- Singulier: on - "un/une"  [cf. néer. een] (Le Sceptre d'Ottokar, p. 24)
- Pluriel probable: *onegh - "des" [néer. enige]

## Adjectifs
Les adjectifs précèdent les noms:
forwotzen zona 'zone interdite' (Objectif Lune, p. 3) ; Zekrett Politzs 'Police Secrète' (Objectif Lune, p. 12).
Les adjectifs peuvent modifier le sens de verbes, comme des adverbes :
Czesztot wzryzkar nietz on waghabontz. m à m. :'Ce n'est surement [cf. néer. voor zeker] pas un vagabond.' (Le Sceptre d'Ottokar, p. 25)

## Pronoms

### Pronoms personnels
|            | Subjectif | Objectif | Possessif |
| ---------- | --------- | -------- | --------- |
| 1 sing.    | ek        | ma       | *mejn     |
| 2 sing.    | dûs       | *da      | *dejn     |
| 3 sing. m. | eih       | itd      | yhzer     |
| 3 sing. n. | itd       | ein      | zsejn     |
| 3 sing. f. | zsoe      | *irz     | yhzer     |
| 1 plur.    | *vei      | ohmz     | ohmz      |
| 2 plur.    | *jei      | *jou     | *öhz      |
| 3 plur.    | zsoe      | *khon    | *khon     |

L'adjectif neutre et possessif neutre de la 3e personne est une supposition à partir du néerlandais et de l'allemand.

### Pronoms démonstratifs
czei - ce, cet

tot - celui-ci

## Verbes
Les verbes se conjuguent soit sur la manière forte soit sur la manière faible.

### Conjugaison
Formes attestées:
Infinitif
- touhn "faire" (Objectif Lune p. 5)

Indicatif
Présent
- *benn (1. p. s.) "je suis" (Le Sceptre d'Ottokar p. 21 sous la forme emphatique avec pronom cliticisé bennek )
- *blav (1. p. s.) "je reste" (Le Sceptre d'Ottokar p. 21 sous la forme emphatique avec pronom cliticisé blavek )
- ez (2. p. s.) "tu es" (Le Sceptre d'Ottokar p. 21)
- klöppz (2. p. s.) "il frappe" (Le Sceptre d'Ottokar p. 21)
- eszt - (3. p. s.) "il est" (Le Sceptre d'Ottokar p.21, également p. 24 et 25 sous la forme composée Czesztot "C'est (sûrement)")
- ghounh (3. p. p.) "ils vont" (Objectif Lune p. 5)

Passé composé
- czäídâ (3. p. s.) "il a dit" (Le Sceptre d'Ottokar p. 21)
- fällta (3. p. s.) "il est tombé" (Le Sceptre d'Ottokar p. 21).

Impératif
- kzommetz (2 p. s.) "viens" (Le Sceptre d'Ottokar p. 21 et 25)
- zrälùkz (2 p. s.) "regarde" (Le Sceptre d'Ottokar p. 24)
- blaveh (2 p. s.) "reste" (Objectif Lune p. 5)
- *zrädjz (2 p. s.) "roule (en voiture)" (Objectif Lune p. 5 sous la forme composée zrädjzmo "continue à rouler")

Participe passé
- forwotzen "interdit" (Objectif Lune p. 3)

Formes ambiguës
- wertzragh : impératif ou infinitif : "ralentis" ou "ralentir" (Objectif Lune p. 3)
- kzömmetz : infinitif ("(c'est mieux pour lui) venir...") ou 3 p. s. du subjonctif ("(mieux) qu'il vienne...") (Le Sceptre d'Ottokar p. 25)

### Négation
Dans les phrases à copule, la négation nietz est placé après le verbe (ou czesztot) :
Czesztot wzryzkar nietz on waghabontz! 'Ce n'est probablement pas un vagabond!' (Le Sceptre d'Ottokar, p. 25)

## Adverbes
La plupart des adverbes ont tendance à être identiques aux adjectifs en forme. Les adverbes peuvent être utilisés pour modifier les verbes :
dûs pollsz ez könikstz 'Tu es faussement roi.' (Le Sceptre d'Ottokar, p. 21)
Czesztot wzryzkar nietz on vaghabontz. 'C'est certainement pas un vagabond.'(Le Sceptre d'Ottokar, p. 25)

## Interjections
szplug - mot de malédiction, peut-être l'équivalent du mot merde. (Seulement dans la traduction en anglais, pas dans la série originale en français).
szplitz - forme plus extrême de szplug.
hamaïh!- marquant l'éloge ou la surprise, pourrait se traduire par Waouh !
hält!- probablement "halte" ou "arrêtez".
szcht!- Chut !
zsálu- message d'accueil, probablement salut.

## Syntaxe
La syntaxe du syldave est la suivante.

### Verbes
Le verbe suit normalement l'objet :
Ihn dzekhoujchz blaveh!  'Dans la voiture restez !' (Objectif Lune, p. 5)
Là où il y a un auxiliaire et un verbe principal, le verbe principal reste à la fin et le verbe auxiliaire se déplace juste après le sujet :
Zsoe ghounh dzoeteuïh ebb touhn. 'Ils vont ouvrir les portes.' (Objectif Lune, p. 6)

### Pronoms
Dans le syldave médiéval le pronom peut suivre le verbe, et cette forme peut encore être utilisée pour mettre l'accent :
Eih bennek, eih blavek 'Ici je suis, ici je reste.'[néerlandais dielectal Hier ben ik, hier blijf ik] Noter la forme enclitique du pronom. (Le Sceptre d'Ottokar, p. 21)
Les formes de "être" suivent directement le sujet :
dan tronn eszt pho mâ. 'Alors le trône est pour moi.' (Le Sceptre d'Ottokar, p. 21)
La forme fusionnée czesztot (c'est), commence une phrase.
Czesztot... on vaghabontz. 'C'est... un vagabond.'(Le Sceptre d'Ottokar, p. 25)

## Échantillons
Syldave médiéval
"Pir Ottokar, dûs pollsz ez könikstz, dan tronn eszt pho mâ." Czeillâ czäídâ ön eltcâr akpû, "Kzommetz pakkeho lapzâda." Könikstz itd o alpû klöppz : Staszrvitchz erom szûbel ö. Dâzsbíck fällta öpp o cârrö." (Le Sceptre d'Ottokar, version de 1947, p. 21)
Traduction française : « Père Ottokar, tu es faussement roi, le trône est pour moi." Celui-là dit donc à l'autre, "Viens saisir le sceptre." Le roi l'a frappé, donc Staszrvitchz sur la tête. Le fripon est tombé sur le carreau ». Frédéric Soumois en donne une autre traduction en 1987 : « 'Père Ottokar, tu es donc roi de la ville, alors le trône est pour moi.' Celui-là dit à l'autre. 'Viens prendre le sceptre.' Et le roi frappa sur Staszrvitch d'un coup de sceptre, qui le fit tomber sur le carreau comme une bique. ». Cette traduction est critiquée par Mark Rosenfelder.

### Autres exemples
Czesztot on klebcz. - "C'est un chien." (Le Sceptre d'Ottokar, p. 24)
Hamaïh! - "Heil!"
Kzommet micz omhz, noh dascz gendarmaskaïa. - "Venez avec nous, à la gendarmerie." ("Politzski" dans la traduction en anglais.) Gendarmaskaïa est un emprunt au français gendarme. Le suffixe skaïa est apparenté au russe. (Le Sceptre d'Ottokar, p. 25)
On fläsz Klowaswa vüh dzapeih... Eih döszt! - "Une bouteille d'eau de Klow pour ce monsieur... Il a soif !" (cf. 'dorst' (néerlandais) & cf. 'törst' (suédois), "thirst" (anglais).Flasz rappelle le suédois flask(bouteille) et le français flasque. (Objectif Lune, p. 5)
Czesztot wzryzkar nietz on waghabontz! Czesztot bätczer yhzer kzömmetz noh dascz gendarmaskaïa? - "Ce n'est certainement pas un vagabond! Ce ne serait pas mieux s'il allait au poste de gendarmerie?" (Le Sceptre d'Ottokar, p. 25)
Rapp! Noh dzem buthsz! - "Rapidement! Sur le bateau!" (cf  néer. belge rap "vite" et l'allemand Nach dem Boot!) (L'Affaire Tournesol, p. 30)